# Comitatul Down
Down (irlandeză Contae An Dúin) este unul din cele șase comitate ce formează Irlanda de Nord.